# Fiat 242

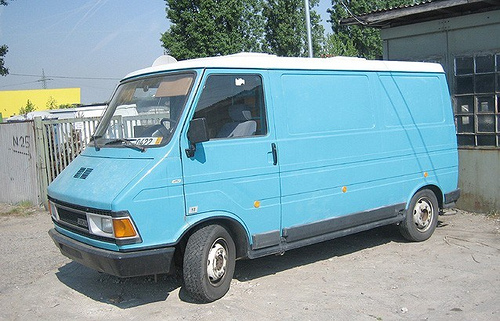
Fiat 242

De Fiat 242 is een middelgrote bestelwagen die geproduceerd is van 1974 tot 1987 door het Italiaanse automerk Fiat.

## Geschiedenis
De joint venture Sevel (Società Europea Veicoli Leggeri) tussen de Italiaanse fabrikant Fiat en PSA Peugeot Citroën in Frankrijk leverde twee vrijwel identieke auto's op: de Fiat 242 en de Citroën C35. Alleen de motoren verschilden bij de twee automerken, maar door de nauwe samenwerking waren veel onderdelen toch uitwisselbaar. De Fiat 242 verving de Fiat 238 en was vooral in zijn thuisland populair vanwege zijn robuustheid en betrouwbaarheid.

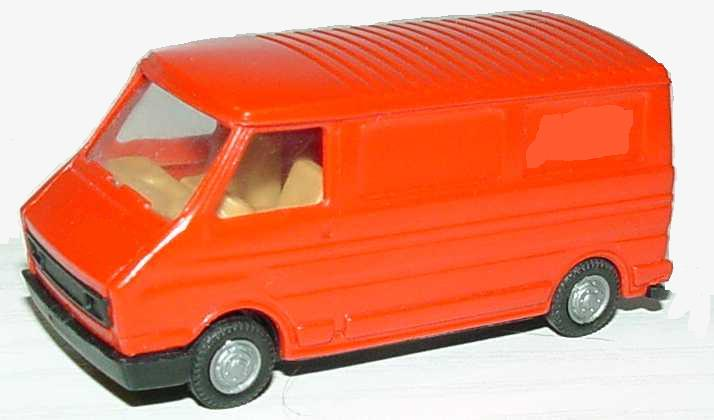
Modelauto Fiat 242 schaal 1:68

De Fiat 242 is met benzine- en dieselmotor geproduceerd. Vroege versies hadden de buitenspiegels hoog zitten, bij latere versies is dit vervangen door lagere spiegels. De standaard lengte is 5 meter. Ook zijn er verhoogde en verlengde versies geproduceerd. Nadat de productie van de Fiat 242 in 1987 gestopt is, is de bestelbus opgevolgd door de Fiat Ducato. Citroën stopte pas in 1992 met de productie van de C35.
De Fiat 242 is vooral als bedrijfsauto in gebruik geweest, waaronder ook als sleepauto. Maar de bestelbus is ook gebruikt voor personen- en veevervoer in aangepaste versies. Tegenwoordig zijn de nog rondrijdende auto's veelal omgebouwd tot kampeerauto en in particulier bezit. Voor bezitters wordt het lastiger om aan onderdelen te komen, omdat veel bestelbussen bij de autosloperij zijn beland en onderdelen niet meer geproduceerd worden.
Huidige modellen: 
124 Spider ·
500 ·
500e ·
500L ·
500X ·
600 ·
Aegea ·
Argo ·
Cronos · 
Doblò · 
Ducato ·
Fiorino ·
Fullback ·
Linea ·
Palio · 
Panda · 
Punto · 
Qubo ·
Scudo · 
Siena ·
Strada ·
Tipo · 
Ulysse
Historische modellen na de Tweede Wereldoorlog: 
124 · 
125 · 
126 · 
127 · 
128 · 
130 · 
131 · 
132 · 
133 · 
147 · 
148 · 
242 ·
500 ·
600 · 
600 Multipla · 
850 · 
1100 · 
1200 · 
1300/1500 · 
1400/1900 · 
1800/2100 · 
2300 · 
Albea ·
Argenta · 
Barchetta · 
Bianchina ·
Bravo · 
Brío · 
Campagnola · 
Cinquecento · 
Coupé · 
Croma · 
Dino · 
Duna · 
Elba ·
Fiorino ·
Freemont ·
Grande Punto ·
Idea ·
Marea · 
Marengo · 
Mod 5 · 
Multipla · 
Oggi · 
Panorama · 
Penny · 
Prêmio · 
Regata · 
Ritmo · 
Sedici ·
Seicento · 
Spazio · 
Stilo ·
Talento · 
Tempra · 
Tipo · 
Turbina · 
Uno · 
Vivace · 
X1/9
Historische modellen voor de Tweede Wereldoorlog: 
1 · 
1T · 
10 HP · 
12 HP · 
24 HP · 
2B Torpedo · 
4 HP · 
501 · 
502 · 
503 · 
505/507 · 
508 · 
509 · 
510/512 · 
514 · 
515 · 
518 · 
519 · 
520 · 
521 · 
522 · 
524 · 
525 · 
527 · 
60 HP · 
70 · 
801 · 
1100 · 
1500 · 
2800 · 
Brevetti · 
Laundolet · 
Modello O · 
Tipo 2 · 
Tipo Torpedo · 
Topolino · 
Zero